# Filippo (Riff)

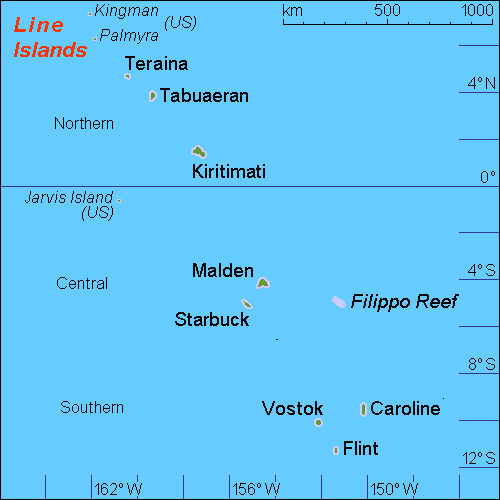
Karte der Line Islands, das Filippo-Riff ist rechts abgebildet

Das Filippo-Riff (englisch Filippo Reef) ist ein Korallenriff, welches etwa 450 Kilometer östlich von Starbuck Island liegt und zu den Zentralpolynesischen Sporaden zählt.
Die genauen Koordinaten sind 05° 30′ S, 151° 50′ W. Das Riff liegt in flachem Wasser. Die Wassertiefe wird auf nur 0,6 Meter bis 0,9 Meter geschätzt. Das Riff hat einen Durchmesser (von Nordwest nach Südost) von 1,6 Kilometern. Es wurde von der Besatzung der italienischen Bark Filippo am 28. Juni 1886 entdeckt und nach dieser benannt.
Die einzige andere Sichtung erfolgte im Jahr 1926, wo auch die Schätzung des Durchmessers erfolgte. Satellitengestützte Messungen ergeben in der besagten Region Wassertiefen von über 5 Kilometern. Es ist daher wahrscheinlich, dass es sich um eine Phantominsel handelt.